# Biologi A
Biologi A var en kurs på gymnasieskolan i Sverige som omfattade 100 poäng och lästes av alla studenter på naturvetenskapsprogrammet. Kursen ersattes av Biologi 1 vid gymnasiereformen 2011.

## Kursinnehåll
- Planera och genomföra fältstudier och experimentella undersökningar, tolka dessa samt redovisa arbetet både muntligt och skriftligt.
- Människans förhållande till naturen i ett idéhistoriskt perspektiv.
- Struktur och dynamik hos ekosystem.
- Indelning av organismvärlden samt hur bestämning av organismer utförs.
- Betydelsen av organismers beteenden för överlevnad och reproduktiv framgång.
- Naturvetenskapliga teorier rörande livets uppkomst och utveckling.
- Arvsmassans strukturer och sambanden till individers egenskaper.
- Gentekniska metoder och tillämpningar.